# Kepheus (Sternbild)
Der Kepheus (lateinisch Cepheus) ist ein Sternbild des Nordhimmels.

## Beschreibung

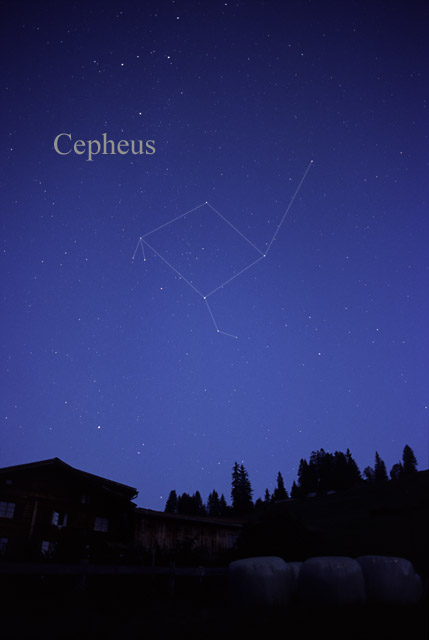
Das Sternbild Kepheus, wie es mit dem bloßen Auge gesehen werden kann

Der Kepheus ist nicht so markant wie die Sternbilder Kassiopeia und Drache. Seine hellsten Sterne erinnern an ein Haus mit spitzem Dach. Von Mitteleuropa aus ist Kepheus das ganze Jahr über sichtbar (also zirkumpolar).
Aufgrund der Präzession wird sich der Himmelsnordpol in etwa 3000 Jahren im Sternbild Kepheus befinden.

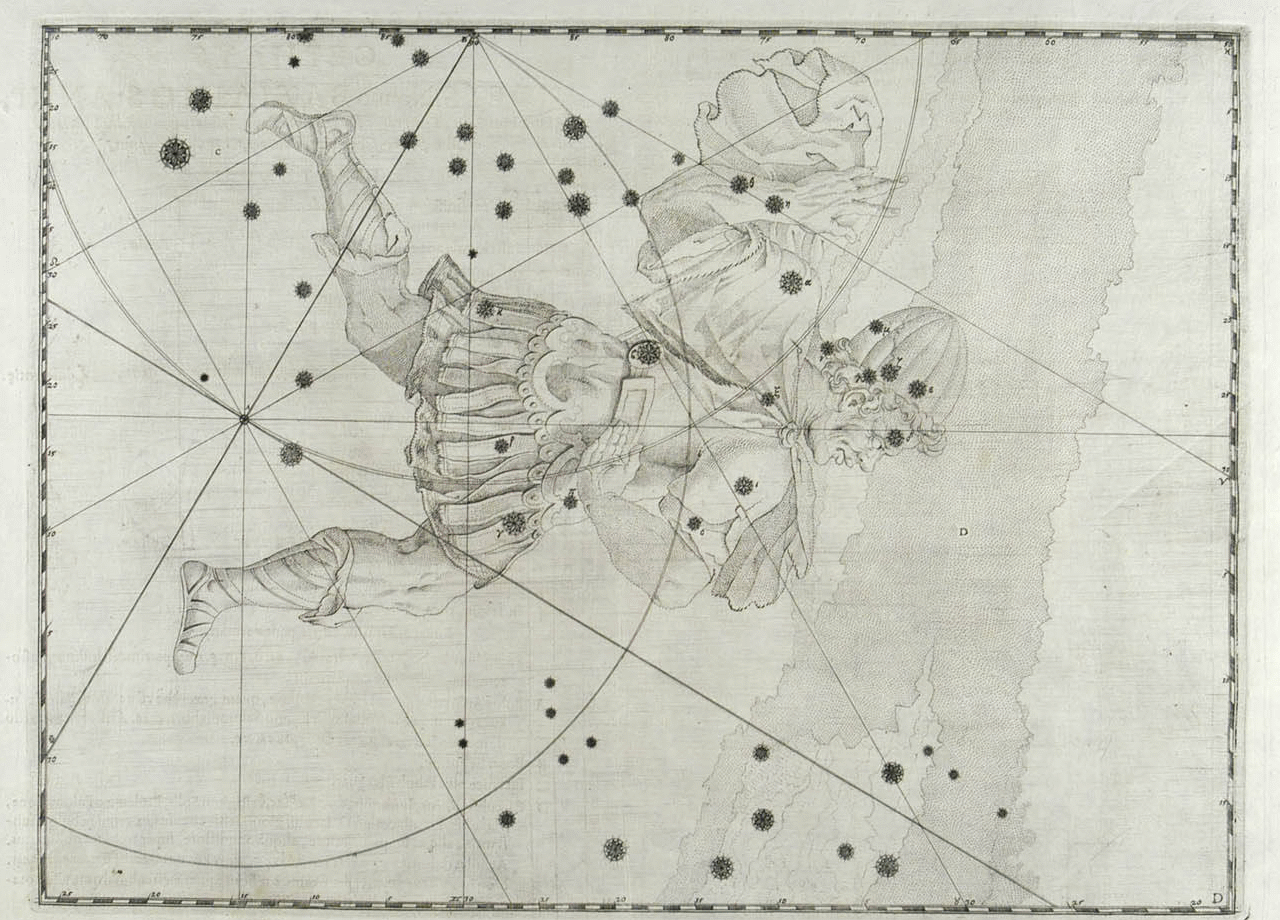
Aus der Uranometria von Johann Bayer
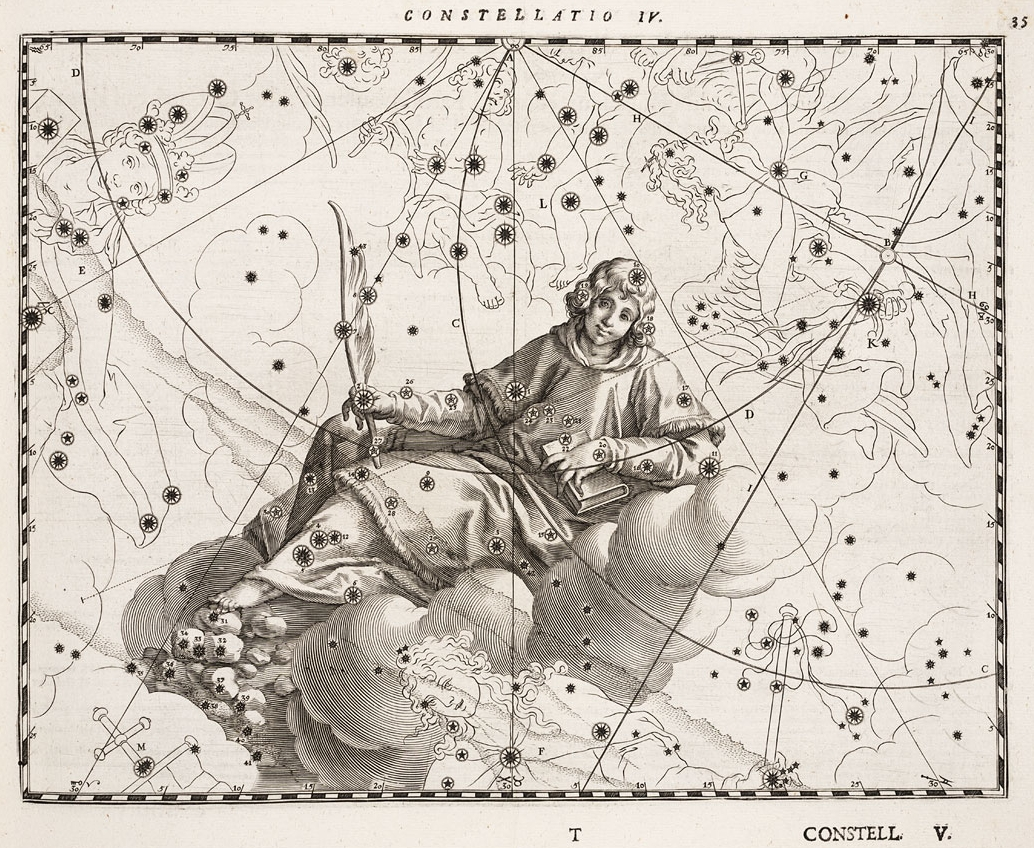
Darstellung als Stephanus im Coelum Stellatum Christianum

## Mythologie
Kepheus war der griechischen Mythologie nach der König von Äthiopien, Gemahl der Kassiopeia und Vater der Andromeda. Seine Gattin zog den Zorn der Götter auf sich, da sie behauptete, noch schöner zu sein als die Nereiden, die Töchter des Meeresgottes Nereus. Die so geschmähten Nereiden wandten sich an den Meeresgott Poseidon und verlangten die Bestrafung der eitlen Kassiopeia. Poseidon sandte daraufhin ein Seeungeheuer aus, das die Küsten von Kepheus’ Reich heimsuchte. Das Untier konnte nur besänftigt werden, indem ihm Andromeda geopfert wurde. Andromeda erwartete an einen Felsen gekettet ihr grausiges Schicksal, wurde aber im letzten Moment durch den Helden Perseus gerettet, der sie zum Lohn zur Frau bekam.
Kepheus, Kassiopeia, Andromeda, Perseus und das Untier Ketos wurden als Sternbilder am Himmel verewigt. Letzteres in der Gestalt des Sternbildes Walfisch (Cetus).

## Himmelsobjekte

### Sterne
| B   | F  | Namen o. andere Bezeichnungen | Größe         | Lj      | Spektralklasse  |
| --- | -- | ----------------------------- | ------------- | ------- | --------------- |
| α   | 5  | Alderamin                     | 2,45          | 49      | A7 IV-V         |
| β   | 8  | Alfirk                        | 3,15 bis 3,21 | ca. 700 | B2 III          |
| γ   | 35 | Errai, Arrai, Alrari          | 3,22          | 46      | K1 IV           |
| ζ   | 21 | Tsao Fu, Zaofu                | 3,39          | 726,43  | K1 Ib           |
| η   | 3  | Eta Cephei                    | 3,40          | 46,78   | K0 IV           |
| ι   | 32 | Iota Cephei                   | 3,50          | 115,38  | K1 III          |
| δ   | 27 | Al Radif, Delta Cephei        | 3,6 bis 4,3   | 950,92  | F5 bis G3 Ib    |
| μ   |    | Granatstern, Erakis           | 3,62 bis 5,0  | 5260,73 | M2 Iab + M0 + A |
| ε   | 23 | Phicares                      | 4,18          | 83,93   | F0 IV           |
| θ   | 2  | Al Kidr                       | 4,20          | 135,68  | A7 III          |
| ν   | 10 | Cor Regis                     | 4,25          | 5096,36 | A2 Ia           |
| ξ   | 17 | Alkurah, Kurah                | 4,26          | 85,83   | A3 + F7         |
| κ   | 1  |                               | 4,38          | 327,15  | B9 III          |
| π   | 33 |                               | 4,40          | 219,94  | G3 + F3         |
| υ1  |    |                               | 4,52          |         |                 |
| 400 | 11 |                               | 4,54          | 175,83  | K0 III          |
| ο   | 34 |                               | 4,75          | 210,70  | K0 III + F6     |
| 400 | 9  |                               | 4,76          | 4530,13 | B2 Ib           |
| 400 | 24 |                               | 4,79          | 377,51  | G8 III          |
| 400 |    | VV Cephei                     | 4,91 bis 5,18 | 8363,23 | M2 Iab + B6 IIe |
| 400 | 16 |                               | 5,04          | 122,30  | F5 V            |
| λ   | 22 |                               | 5,05          | 1647,31 | O6 Iab          |
| ρ2  | 29 | Al Kalb al Rai                | 5,5           | 245     | A3 V            |
| 400 | 19 |                               | 5,07          | 5436,23 | O9 Ib           |
| 400 | 31 |                               | 5,08          | 184,28  | F3 III          |
| 400 | 30 |                               | 5,18          | 319,77  | A3 IV           |
| 400 | 6  |                               | 5,19          | 1080,00 | B3 IV           |
| 400 | 18 |                               | 5,26          | 448,65  | M5 III          |
| 400 | 20 |                               | 5,27          | 318,21  | K4 III          |
| 400 | 7  |                               | 5,42          | 771,08  | B7 V            |

Sternbild Kepheus (Karte)

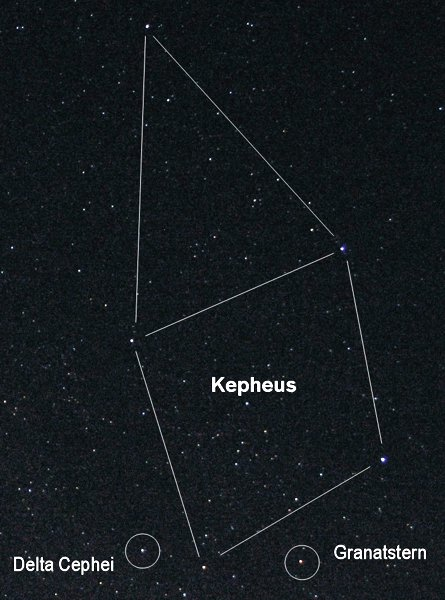
Foto des Sternbildes

Alpha Cephei, der hellste Stern im Kepheus, ist etwa 49 Lichtjahre entfernt. Er ist ein weißlich-gelblich leuchtender Stern, der etwa die Größe unserer Sonne besitzt.
Der Name Alderamin ist arabischen Ursprungs und bedeutet „der rechte Arm“.

### Doppelsterne
| System | Größen          | Abstand           |
| ------ | --------------- | ----------------- |
| β      | 3,2 / 7,8       | 13,3"             |
| ζ      | 4,5 / 6,5       | 8,1"              |
| δ      | 3,4 / 6,3       | 41,0"             |
| µ      | 3,62–5,0 / 12,3 | 4,1"              |
| π      | 4,6 / 6,6       | 1,2"              |
| 34     | 4,9 / 7,1       | 2,9"              |
| VV     | 5,15 / 6,66     | 0",0120 ± 0",0011 |

Der Stern Beta Cephei ist ein Doppelstern in 230 Lichtjahren Entfernung. Das System kann bereits in einem kleineren Teleskop in Einzelsterne aufgelöst werden.
Der arabische Name Alfirk bedeutet „die Herde“.
Delta Cephei ist ein 890 Lichtjahre entfernter Doppelstern. Aufgrund des großen Winkelabstandes von 41 Bogensekunden sind die beiden Komponenten schon in einem lichtstarken Prismenfernglas erkennbar.
Beta Cephei und Delta Cephei sind darüber hinaus veränderliche Sterne.

### Veränderliche Sterne
| Objekt | Größe           | Periode                | Typ                                                |
| ------ | --------------- | ---------------------- | -------------------------------------------------- |
| β      | 3,15 bis 3,21   | 0,1904844 Tage         | Beta-Cephei-Stern                                  |
| δ      | 3,6 bis 4,2     | 5,3663 Tage            | Cepheid                                            |
| μ      | 3,4 bis 5,1     | ca. 730 Tage           | halbregelmäßig                                     |
| T      | 5,3 bis 11,2    | 388,1 Tage             | Mirastern                                          |
| VV     | 4,91 bis 5,18   | 7430,5 Tage / 34 Jahre | VV Cephei (bedeckungsveränderlich, halbregelmäßig) |
| EE     | 10,72 bis 12,15 | 5,61 Jahre             | ungewöhnlicher Bedeckungsveränderlicher            |

Beta Cephei ist der Namensgeber einer Gruppe von veränderlichen Sternen, den Beta-Cephei-Sternen. Es handelt sich um pulsationsveränderliche Sterne mit kurzzeitigen Helligkeitsschwankungen von 2 bis 14 Stunden. β Cephei ist etwa 230 Lichtjahre entfernt.
Delta Cephei ist ebenfalls Namensgeber einer bedeutenden Gruppe von Veränderlichen, den Delta-Cepheiden. Dies sind Riesensterne mit hoher Leuchtkraft, die ein instabiles Stadium durchlaufen. Sie blähen sich in regelmäßigen Abständen auf und ziehen sich wieder zusammen. Diese Pulsation kann als regelmäßige Helligkeitsänderung wahrgenommen werden. Dabei stehen die Leuchtkraft und die Pulsationsdauer in direktem Zusammenhang. Je leuchtkräftiger der Stern ist, umso langsamer pulsiert er. Delta-Cepheiden können somit zur Entfernungsbestimmung von Sternhaufen und Galaxien herangezogen werden.
Der Stern My Cephei wurde von dem Astronom Wilhelm Herschel aufgrund seiner tiefroten Farbe Granatstern genannt. Es handelt sich dabei um einen roten Überriesen mit der 60.000fachen Leuchtkraft unserer Sonne. Sein Durchmesser wird auf das 1450fache des Sonnendurchmessers geschätzt.
Dieser enorme Wert wird durch den Überriesen VV Cephei A sogar übertroffen. In unser Sonnensystem versetzt, würde der Stern bis an die Bahn des Planeten Saturn heranreichen. Die scheinbare Helligkeit des Doppelsternsystems VV Cephei nimmt um etwa 20 Prozent ab, wenn sich der leuchtschwächere Begleiter hinter dem Hauptstern befindet.
Sehr massereich ist der orange Hyperriese RW Cephei. Der semireguläre Stern ist allerdings mit einer scheinbaren Helligkeit von +6,65 mag mit dem bloßen Auge nicht mehr erkennbar.

### NGC-Objekte
| NGC  | sonstige | Größe | Typ                 | Name              |
| ---- | -------- | ----- | ------------------- | ----------------- |
| 188  |          | 8,1   | Offener Sternhaufen |                   |
| 6946 |          | 9,0   | Galaxie             | Feuerwerksgalaxie |
| 6939 |          | 7,8   | Offener Sternhaufen |                   |
| 7023 |          | 7,1   | Offener Sternhaufen | Irisnebel         |
| 7235 |          | 7,7   | Offener Sternhaufen |                   |
| 7380 |          | 7,2   | Offener Sternhaufen | Zauberernebel     |
| 7510 |          | 7,9   | Offener Sternhaufen |                   |
|      | IC 1396  | 3,5   | Offener Sternhaufen |                   |

IC 1396 ist ein Sternhaufen in 2000 Lichtjahren Entfernung. Der Sternhaufen ist in einen ausgedehnten Emissionsnebel eingebettet, der allerdings erst auf lang belichteten Fotografien sichtbar wird.
NGC 6946 ist eine Spiralgalaxie vom Typ Sc in 15 Millionen Lichtjahren Entfernung.